# Кейше (Великопольське воєводство)
Кейше (пол. Kiejsze, нім. Kölsch) — село в Польщі, у гміні Баб'як Кольського повіту Великопольського воєводства.
Населення — 82 особи (2011).
У 1975-1998 роках село належало до Конінського воєводства.

## Демографія
Демографічна структура станом на 31 березня 2011 року:
|          | Загалом | Допрацездатний вік | Працездатний вік | Постпрацездатний вік |
| -------- | ------- | ------------------ | ---------------- | -------------------- |
| Чоловіки | 45      | 11                 | 30               | 4                    |
| Жінки    | 37      | 8                  | 23               | 6                    |
| Разом    | 82      | 19                 | 53               | 10                   |